# Prisão de Gatehouse
A Prisão de Gatehouse era uma prisão em Westminster, construída em 1370 como o portão da Abadia de Westminster. Foi usada pela primeira vez como prisão pelo Abade, um poderoso clérigo que detinha considerável poder sobre os recintos e o santuário. Foi uma das prisões que forneceu a Old Bailey informações sobre ex-prisioneiros (como sua identidade ou antecedentes criminais) por fazerem acusações contra criminosos.

Enquanto estava preso em Gatehouse por peticionar a anulação da Lei do Clero de 1640, Richard Lovelace escreveu "To Althea, from Prison", com sua famosa frase 
"Paredes de pedra não fazem uma prisão, Nem as barras de ferro uma gaiola."

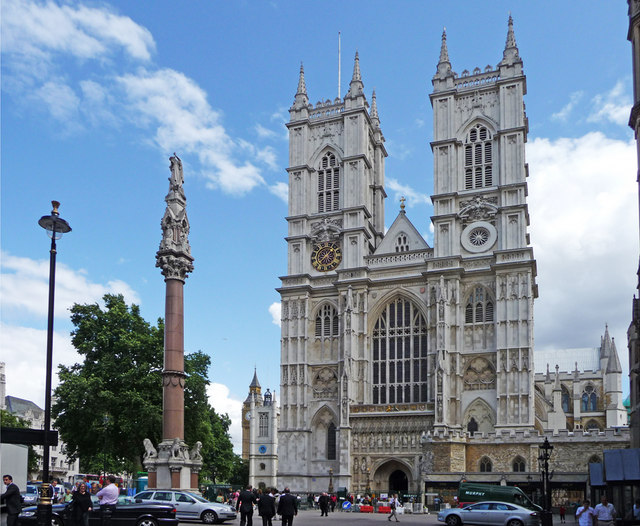
O Memorial da Guerra da Criméia, no local de Gatehouse em frente à Abadia de Westminster

A Prisão de Gatehouse foi demolida em 1776. Em seu local, em frente à Grande Porta Oeste da Abadia, está o Memorial da Guerra da Crimeia dos estudiosos de Westminster.

## Presos notáveis
Giles Wigginton, clérigo puritano e polêmico, foi preso por 2 meses por volta de 1584, por se recusar a fazer um juramento. Sir Walter Raleigh foi detido aqui na noite anterior à decapitação em Old Palace Yard, Westminster, em 29 de outubro de 1618. A Prisão de Gatehouse manteve muitos dissidentes famosos e pessoas acusadas de crimes de traição, incluindo Thomas Bates, Christopher Holywood, Richard Lovelace, Samuel Pepys, John Southworth, Sir Thomas Ragland, Henry Savile e Laurence Vaux.